# Gunniopsis kochii
Gunniopsis kochii är en isörtsväxtart som först beskrevs av W. Wagner, och fick sitt nu gällande namn av R.J. Chinnock. Gunniopsis kochii ingår i släktet Gunniopsis och familjen isörtsväxter. Inga underarter finns listade i Catalogue of Life.